# Magda Godia
Magdalena Godia Ibarz, más conocida como Magda Godia (Mequinenza, España, 1953-Lérida, 7 de agosto de 2021), fue una política española, alcaldesa de Mequinenza y defensora de la lengua catalana. Fue una de las impulsoras del Espacio Moncada (dedicado a la obra de Jesús Moncada) y de los Museos de Mequinenza.

## Trayectoria política
Maestra de profesión, trabajó en el Colegio Santa Agatoclia de Mequinenza entre 1978 y 1992. En 1991 se presentó a las elecciones municipales, donde sería escogida concejal. Fue impulsora de numerosos proyectos culturales hasta que en las elecciones de 2003 fue elegida alcaldesa.
Entre 2007 y 2014 fue presidenta del Consejo Comarcal de la Comarca del Bajo Cinca, y diputada provincial por Zaragoza entre 2013 y 2015. La última legislatura formó parte del gabinete técnico de la consejería de cultura del Gobierno del Aragón. Formó parte de la ejecutiva provincial del PSOE de Aragón, ostentando cargos en igualdad y formación.
A lo largo de toda su trayectoria profesional y política impulsó activamente el catalán de Aragón y la figura del escritor mequinenzano Jesús Moncada. Miembro activo de la sociedad civil, formaba parte de la Asociación de la Mujer Mequinenzana La Dona y del Grupo de Investigación Cosas del Pueblo, y fue impulsora del Grupo de Teatro Garbinada y de un taller de lectura local.
Falleció en agosto de 2021 a los 68 años. Los últimos meses de dolencia fue sustituida por el primer teniente alcalde, Antonio Sanjuan.
Estaba casada y era madre de dos hijos. Mequinenza la despidió con la declaración de tres días de luto oficial y una misa pública en la Iglesia de Nuestra Señora de la Asunción.

## Reconocimientos
Premio Desideri Lombarte 2023 a título póstumo, otorgado por el Gobierno de Aragón "por su decidida contribución a la defensa y dignificación del catalán de Aragón".